# 声部
声部（英語：Voice type）在音乐演奏和歌唱中，根据声音的高低不同，分成若干部分，称为声部。在独唱中，是一个声部在发挥作用，如男高音独唱，或女中音独唱等，在合唱和器乐演奏中，乐曲或歌唱一般分为三个层次，一般最高音为旋律声部，演唱主旋律；内声部和低音声部起到伴唱和伴奏作用。每个声部都是独立的层次，在复调音乐和对唱中，有时两个或两个以上声部同样表现旋律，交错进行，以表现音乐主题的矛盾双方。

## 歌唱聲部基本分类
- 男高音（Tenor）
- 男中音（Baritone）
- 男低音（Bass）
- 女高音（Soprano）
- 女中音（Mezzo-Soprano，又作次女高音）
- 女低音（Contralto，又作Alto）

## 辭典中有關声部的解釋
汉典：「....四部和聲的每一部叫做一個聲部。器樂聲部分高音、中音、次中音、低音;聲樂聲部分女高音、女低音、男高音、男低音...」

國語辭典：「....音樂上指凡結合兩行以上的旋律，或兩個以上的音同時進行，其中每一行旋律或構成合弦進行的每一條音的線條即為一個聲部。如混聲四部合唱分女高音、女低音、男高音、男低音四個聲部。...」